# Pasza Sarowska

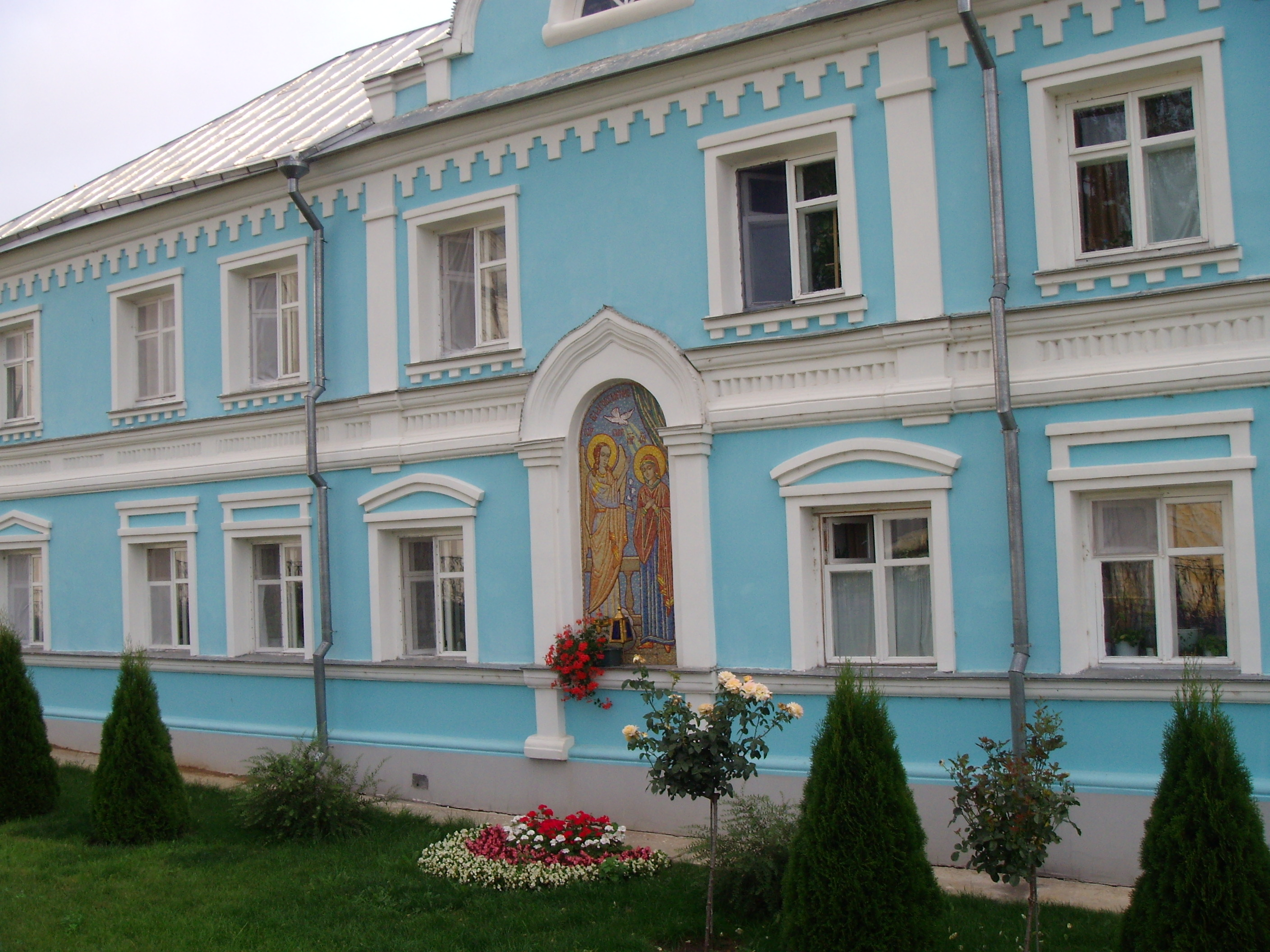
Monaster w Diwiejewie

Pasza Sarowska, właśc. Paraskiewa, imię świeckie Irina (ur. według tradycji w 1795 w Nikolskim, zm. 5 października 1915) – święta mniszka prawosławna, jurodiwa.
Urodziła się w rodzinie chłopskiej. Wcześnie wyszła za mąż i owdowiała. Podjęła wówczas pracę jako kucharka i ekonomka. Fałszywie oskarżona przez współpracownicę o kradzież i ukarana, uciekła do Kijowa, gdzie udała się do jednego z monasterów z prośbą o błogosławieństwo na podjęcie życia jurodiwej. W monasterze została w tajemnicy postrzyżona w wielką schimę z imieniem Paraskiewa. Sama mniszka zawsze jednak określała siebie zdrobnieniem Pasza, które trwale do niej przylgnęło. Po półtora roku pobytu w Kijowie policja carska zatrzymała Paraskiewę, poszukiwaną za kradzież, i odesłała ją do miejsca dotychczasowego zamieszkania, co powtórzyło się po roku po raz kolejny. Tym razem jednak dotychczasowi pracodawcy wyrzucili ją z domu. Jurodiwa udała się do lasów w okolicy Sarowa, gdzie zamieszkała jako pustelnica. Z czasem zyskała sławę świątobliwej zakonnicy; mieszkańcy okolic Sarowa zaczęli zwracać się do niej z prośbami o rady duchowe i modlitwę, przypisywano jej również dar jasnowidzenia. W 1884, po 30 latach życia w odosobnieniu, Pasza Sarowska przeniosła się do monasteru w Diwiejewie, gdzie zamieszkała samotnie w niewielkim domu przy bramie wjazdowej prowadzącej na teren klasztoru. Cały swój czas spędzała na modlitwach i pracy. Szczególną czcią otaczała Matkę Bożą. Również w monasterze była autorytetem duchowym dla wielu pielgrzymów.
Pasza Sarowska odegrała szczególną rolę w życiu ks. Leonida Cziczagowa, późniejszego metropolity Serafina. Będąc jeszcze pułkownikiem artylerii odwiedził on monaster Zaśnięcia Matki Bożej w Sarowie oraz klasztor w Diwiejewie, gdzie spotkał się z jurodiwą, która przepowiedziała mu w przyszłości wstąpienie do stanu duchownego. Kolejne spotkania z Paszą skłoniły go do opracowania żywota św. Serafima z Sarowa i historii klasztoru diwiejewskiego. Żywot świętego był pierwszym takim tekstem na jego temat i został wykorzystany w procesie kanonizacyjnym mnicha Serafina, zakończonym w 1903. W czasie uroczystości kanonizacyjnych do Sarowa i Diwiejewa przybył car Mikołaj II. Spotkał się on m.in. z Paszą Sarowską, która przepowiedziała mu upadek monarchii, rewolucję w Rosji i prześladowania prawosławnych. Zapowiadała również rychłe narodziny oczekiwanego przez parę carską następcy tronu. Spotkanie z Paszą zrobiło na carze niezwykle silne wrażenie i jeszcze kilkakrotnie wysyłał on do niej posłańców z prośbą o radę. Według wspomnień przed samą śmiercią mniszka długo wpatrywała się w portret Mikołaja II, sugerując, że zostanie on męczennikiem lub świętym mnichem. Zmarła 5 października 1915 w monasterze w Diwiejewie w sędziwym wieku. Jej data urodzenia nie była znana, jednak zakonnice przyjmowały, że musiała mieć ok. 120 lat.
Pasza Sarowska została kanonizowana 31 lipca 2004 jako święta jurodiwa (błogosławiona, błażennaja). Jej relikwie są przechowywane w cerkwi Kazańskiej Ikony Matki Bożej w monasterze, w którym żyła.